# キューバスペイン語
キューバスペイン語（Español cubano）は、キューバで最も多く話されているスペイン語の言語変種である。

## 特徴
- 基本的にはカナリア諸島方言やアンダルシア方言からの借用語を使用しているが、先住民の言語であるタイノ語やアメリカに近いため、アメリカ英語の影響も受けている。
- 一方で現在でも標準スペイン語とキューバスペイン語には、互いに分かりやすい独待の発音・文法・語彙や俗語の用法がある。

### 発音
- キューバの一部の地域では、無声後部歯茎破擦音[tʃ]（chと綴られる）は[ ʃ ] に子音弱化される。
- キューバ西部では、音節コーダの/l/と/ɾ/が互いに結合して次の子音に同化され、促音になる。例：/l/or/r/+/f/>/d/+/f/:	[ff]a[ff]iler, hue[ff]ano

### 単語
キューバは社会主義国であるため、キューバ共産党関係者の間では、同志を意味するcompañero/compañeraを引用することが多い。
- バス guagua （標準スペイン語：autobús）
- 友人 asere（標準スペイン語：amigo）
- 何が欲しいですか ¿Qué tú quieres?（標準スペイン語：¿Qué quieres?）